# Доленга-Мостович, Тадеуш
Таде́уш Доле́нга-Мосто́вич (пол. Tadeusz Dołęga-Mostowicz, псевдоним: Т. М.; 10 августа 1898, Окунево (ныне Глубокский район, Витебская область) — 20 сентября 1939, Куты) — польский писатель, журналист и редактор, сценарист.

## Биографические сведения
Отец Тадеуша — Стефан Мостович, юрист, арендовал имение, где вёл образцовое хозяйство, считавшееся одним из лучших в округе. Мать Станислава, урожденная Потопович, работала учительницей. Воспоминания о детстве, которое прошло в атмосфере благополучия и спокойствия, и о среде, в котором жила местная знать, лежат в основе многих повестей Доленги-Мостовича. Позже семья перебралась в Глубокое, от чего в источниках распространена информация о возможном рождении писателя в этом городе. Глубокский дом Мостовичей был на улице Краковской (сейчас на том месте дом № 2 по ул. Советской) рядом с костёлом святой Троицы.
Первоначальное образование получил дома при поддержки матери, затем учился в Виленской гимназии, которую окончил в 1915 году. Во время учёбы в гимназии участвовал в нелегальных организациях. Во время учёбы в Киевском университете был членом польской военной организации. Во время Гражданской войны, в 1919 году Доленга-Мостович добровольцем пошёл в польскую армию, где служил до 1922 года.
С 1922 года жил в Варшаве, в 1922—1926 гг. сотрудник, а потом редактор газеты «Rzeczpospolita», занимался литературным творчеством. С 1925 года на страницах этой газеты являются статьи и фельетоны, подписанные псевдонимом Т. М. В том же 1925 году появляются и первые рассказы. В 1926 году писал под новым псевдонимом — Доленга. В качестве псевдонима было взято название герба — Доленга — использовавшегося дворянским родом Мостовичей, к которому писатель принадлежал. В это время начинается его карьера как журналиста, фельетониста, писателя. Будучи активным сторонником соперничающей с партией Пилсудского национально-демократической партии, Тадеуш Доленга-Мостович активно выступал против режима Юзефа Пилсудского, в едких юморесках обличал антидемократическую деятельность властей, за что однажды был схвачен на улице и жестоко избит.
Во время Второй мировой войны Доленга-Мостович близ румынской границы организовал милицию, которая в отсутствие власти обеспечивала общественный порядок и безопасность жителей городка Куты. Погиб 22 сентября 1939 года при столкновении с войсками наступающей РККА.

## Творчество
Писал на польском языке. Известность ему принёс первый роман — «Карьера Никодима Дызмы» — острая сатира на общественно-политическую жизнь Польши времён режима Юзефа Пилсудского, события романа происходят в Западной Белоруссии. В 1932 году напечатаны повести «Китайские болванчики», «Чеки без оплаты», «Прокурор Алиция Горн» — в произведениях дана характеристика политических явлений тогдашней Польши, жизни мещанского окружения. Автор романов «Братья Дальч и Ко» (1933), «Мир госпожи Малиновской» (1934), «Знахарь» (1937), «Профессор Вильчур» и «Дневник пани Ганки» (1939) и др.
В 1934 году начинается сотрудничество Доленги-Мостовича с кинематографом. К 1939 году из 16 его произведений было экранизировано восемь. Наиболее популярные произведения-сценарии для фильмов: «Их ребёнок», «Три сердца», «Белый негр», «Дневник пани Ганки» (1963), «Завещание профессора Вильчура», «Знахарь».

## Чествование памяти

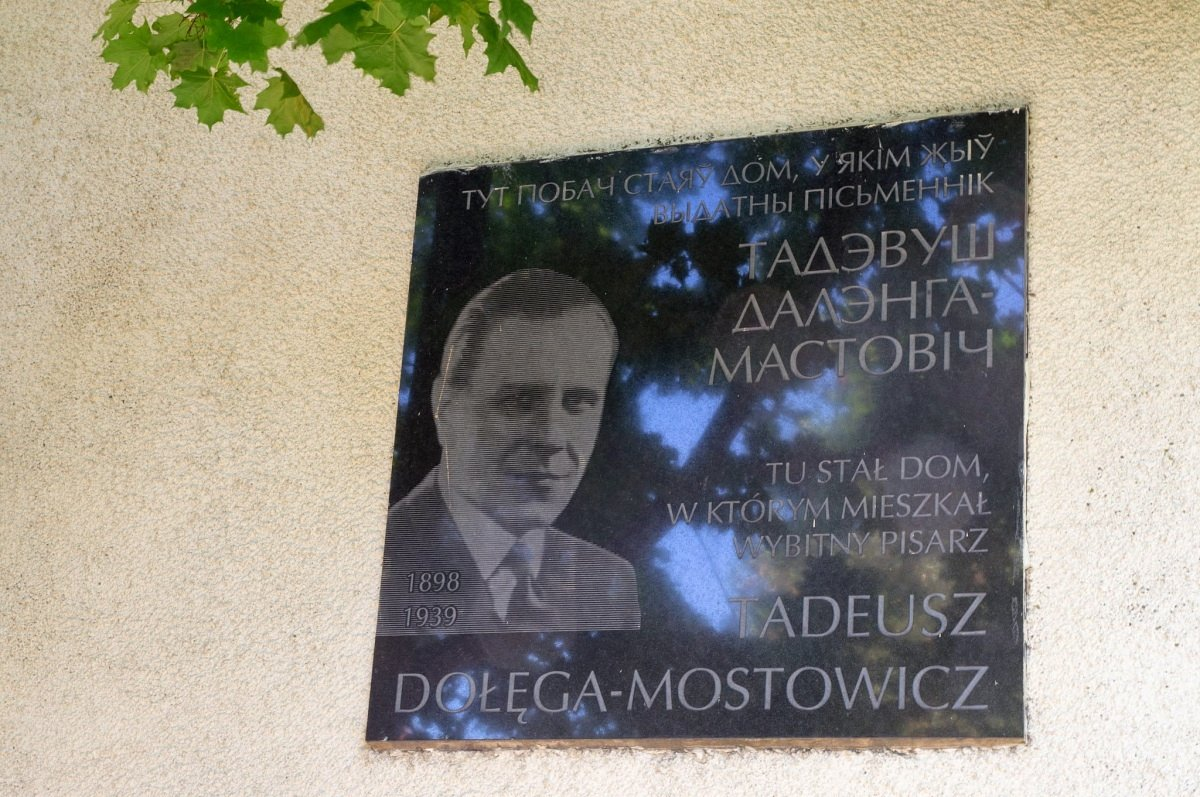
Мемориальная доска в Глубоком

В 1978 году останки Тадеуша Доленги-Мостовича были перезахоронены в Варшаве. В 1998 году к 100-летнему юбилею в Глубоком состоялся вечер памяти писателя, организована выставка его книг. В Глубоком на доме № 2 по ул. Советской в память о Доленге-Мостовиче установлена мемориальная доска.